# Wolschskoje (Kaliningrad)
Wolschskoje (Волжское, deutsch Schmerkstein und Steinhof) ist der Name eines untergegangenen Ortes in der russischen Oblast Kaliningrad (Gebiet Königsberg (Preußen)), der zwei ehemals ostpreußische Ortschaften vereinte. Seine Ortsstelle gehört heute zum Gebiet des Munizipalkreises Rajon Bagrationowsk (Stadtkreis Preußisch Eylau).

## Geographische Lage
Die Ortsstelle von Wolschskoje liegt im südlichen Westen der Oblast Kaliningrad und 21 Kilometer in nordwestlicher Richtung von der einstigen Kreis- und heutigen Rajonshauptstadt Bagrationowsk (deutsch Preußsch Eylau) entfernt.

## Geschichte
Unter dem Namen „Wolschskoje“ wurden 1947 die beiden ehemaligen Ort Schmerkstein und Steinhof vereint:

### Schmerkstein
Der vormalige Gutsort Smirxstein wurde vor 1400 gegründet und nach 1414 Schmerkstenen bzw. vor 1785 bis 1947 Schmerkstein genannt. Im Jahre 1874 kam der Gutsbezirk Schmerkstein zum neu errichteten Amtsbezirk Moritten (russisch Oktjabrskoje) im ostpreußischen Kreis Preußisch Eylau. 31 Einwohner waren im Jahre 1910 in Schmerkstein gemeldet.
Am 30. September 1928 gab der Gutsbezirk Schmerkstein seine Eigenständigkeit auf, als er sich mit den Nachbarorten Groß Labehnen (russisch Sosnowka), Barslack (Woinowo) und Döbnicken (Woinowo) zur neuen Landgemeinde Döbnicken zusammenschloss.
Im Jahre 1945 kam Schmerkstein innerhalb des nördlichen Ostpreußen zur Sowjetunion.

### Steinhof
Steinhof wurde als kleines Gehöft nach 1750 gegründet. Bis 1945 war der kleine Ort ein Wohnplatz von Glauthienen (russisch Malinowka) im ostpreußischen Kreis Preußisch Eylau.
Mit dem gesamten nördlichen Ostpreußen wird Steinhof 1945 in Kriegsfolge in die Sowjetunion integriert.

### Wolschskoje
Bis 1947 behielten Schmerkstein und Steinhof ihre deutsche Namensform. Im gleichen Jahre wurden sie unter dem gemeinsamen Namen „Wolschskoje“ in den Perwomaiski selski Sowet eingegliedert, allerdings Anfang der 1950er Jahre in den Puschkinski selski Sowet  umgegliedert. Eine Besiedelung Wolschskojes scheint nicht mehr erfolgt zu sein, bereits lange vor 1975 galt der Ort als verlassen und damit untergegangen. Seine Ortsstelle liegt heute im Munizipalkreis Rajon Bagrationowsk (Stadtkreis Preußisch Eylau) der Oblast Kaliningrad in der Russischen Föderation.

## Religion
Bis 1945 war Schmerkstein und auch Steinhof (als Wohnplatz von Glauthienen) in das Kirchspiel der evangelischen Kirche Kreuzburg (Ostpreußen) in der Kirchenprovinz Ostpreußen der Kirche der Altpreußischen Union, außerdem in die römisch-katholische Kirche Preußisch Eylau im damaligen Bistum Ermland eingepfarrt.

## Verkehr
Die kaum noch erkennbare Ortsstelle Wolschskojes ist von der Kommunalstraße 27K-089 (Kornewo (Zinten) – Swetloje (Kobbelbude)) von der – ebenfalls nicht mehr vorhandenen – Ortsstelle Mitschurino (Korschellen) aus zu erreichen.